# 横山ダム
横山ダム（よこやまダム）は岐阜県揖斐郡揖斐川町、一級河川・木曽川水系揖斐川に建設されたダムである。
国土交通省中部地方整備局が管理する国土交通省直轄ダムで、高さ80.0メートルの中空重力式コンクリートダム。木曽特定地域総合開発計画に基づき建設された特定多目的ダムで、揖斐川の治水、大垣市を始めとする西濃地域への上水道供給及び水力発電を目的にしている。現在ダム湖の掘削による貯水容量の増加を目的としてダム再開発事業を実施中である。その人造湖であるが、奥いび湖（おくいびこ）と命名されている。揖斐関ヶ原養老国定公園に指定されている。かつては西濃用水の水源としてのかんがい機能も有していたが、徳山ダム完成に伴い同機能を移行している。

## 沿革
揖斐川は古来より氾濫を繰り返す河川であり、大垣市を始め流域市町村は根本的な治水対策を岐阜県に要望していた。これに応じ県は1951年（昭和26年）より補助多目的ダムとして揖斐川河口より約80km地点である横山地先にダムを建設する計画を進めた。その後「木曽川改訂改修計画」の実施に伴いダム事業は1953年（昭和28年）に建設省中部地方建設局（現・国土交通省中部地方整備局）に移管され、1957年（昭和32年）より「揖斐川総合開発事業」として建設事業に着手した。
この間水没する藤橋村住民は「横山ダム建設反対期成同盟会」を結成し、一丸となって反対運動を展開、建設省職員との交渉はもとより入村を拒む事態となった。このため、建設省は藤橋村長や同盟会会長へ再三訪問、水没住民への戸別訪問を重ねて交渉開始を懇請し、2年をかけて補償交渉に漕ぎ着け、更に2年後の1961年（昭和36年）に補償交渉が妥結するという極めて難航した補償協議となった。また1959年（昭和34年）には伊勢湾台風により当初計画されていた洪水調節流量を超える出水を記録したため、洪水調節計画の再度変更を迫られた。こうした紆余曲折を経て1964年（昭和39年）6月28日に完成した。
1990年（平成2年）から開始された横山ダム再開発事業は、2011年（平成23年）3月をもって終了。それに伴い、工事事務所から木曽川上流河川事務所内の管理支所へと変更された。

## ダムの目的
横山ダムは揖斐川の洪水調節、既得農業用水の取水量維持を図る不特定利水、中部電力による発電（認可出力70,000kW）を目的とした特定多目的ダムである。灌漑に関しては1968年（昭和43年）より農林省（現・農林水産省東海農政局）が事業主体となって進めた「西濃用水事業」の水源として利用され、下流の揖斐川町岡島に建設された岡島頭首工より取水され濃尾平野西部の農地を潤している。尚、西濃用水は現在西濃用水土地改良区連合が管理を行っている。ただし徳山ダムの完成に伴い、灌漑機能をそちらに移行したため現在では灌漑用途としては利用されていない。
堤高は80.8mで、形式は中空重力式コンクリートダム。同形式はダムのコンクリート量を少なくできるため、昭和中期に盛んに造られたが、技術が高度なため、かえってコストがかかり、現在では建設される例はない。ダム堤体内にはおよそ幅9m、高さ40m、奥行き16mの空洞が10箇所あり、この空洞内でコンサートも開かれたこともある。ダム管理事務所に問い合わせすれば、堤体内部の見学も可能である。また映画「SPACE BATTLESHIP ヤマト」の地球防衛軍地下ドックの撮影場所として利用された。

## ダム再開発
ダム建設から40年が経過し、特に坂内川より流入する土砂によってダム湖である奥いび湖の堆砂が予想以上に進行したため、1990年（平成2年）より事業費360億円をかけて「横山ダム再開発事業」を実施した。
湖底の堆砂掘削による有効貯水容量の増量と併せて新規利水として上水道供給を目的とし、2010年（平成22年）度の完成予定であった。掘削した土砂は上流に建設された徳山ダム（水資源機構・中央土質遮水壁型ロックフィルダム）の堤体材料としてリサイクルされ、有効かつ経費圧縮と環境に優しい堆砂活用法として注目された。最終的には2011年（平成23年）3月に完了した。

## 揖斐地域の道路整備と河川開発

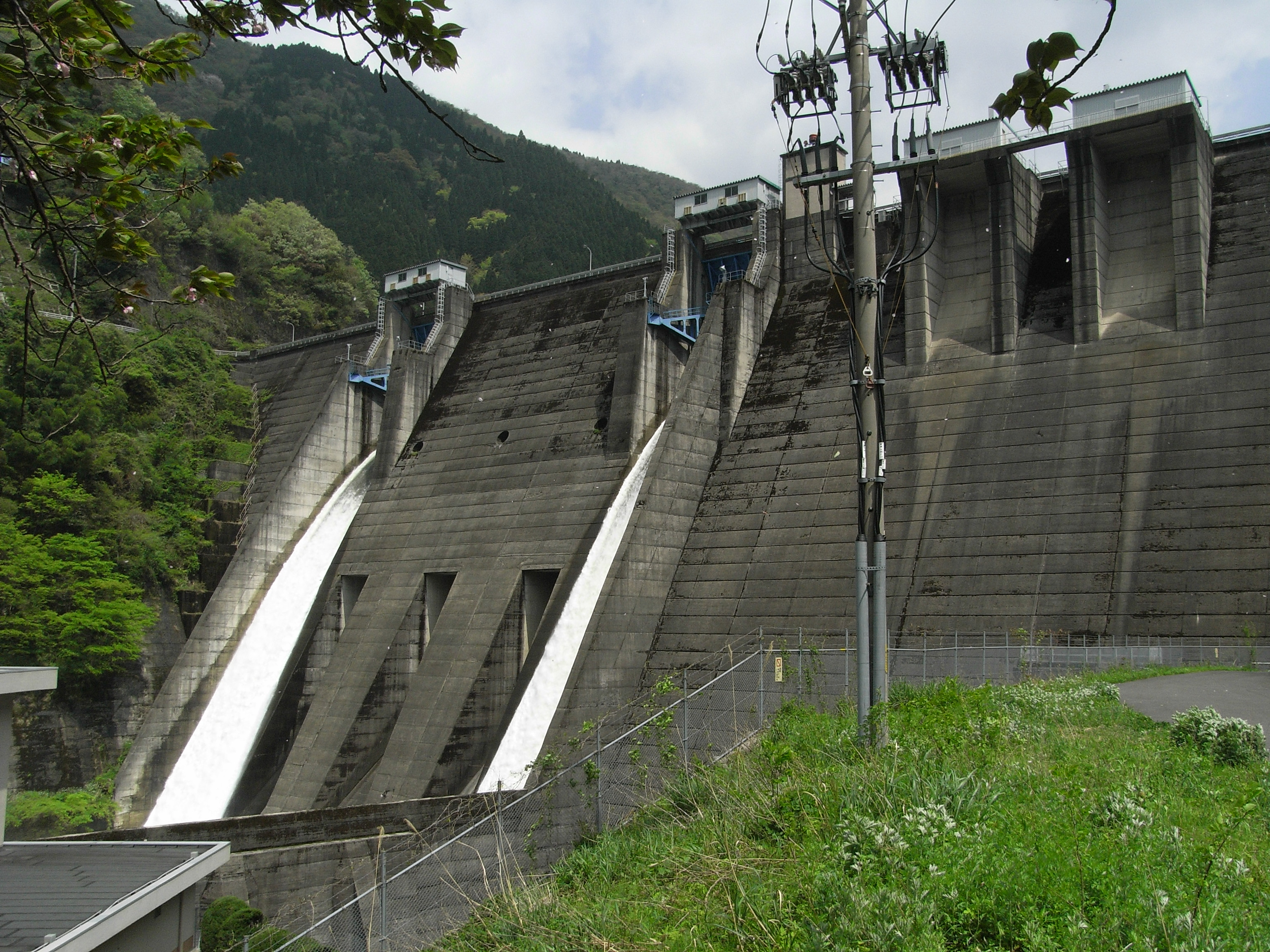
放流中の横山ダム
上流の徳山ダム試験放流に合わせ、横山ダムは非常用洪水吐きゲートを開けて放流した。

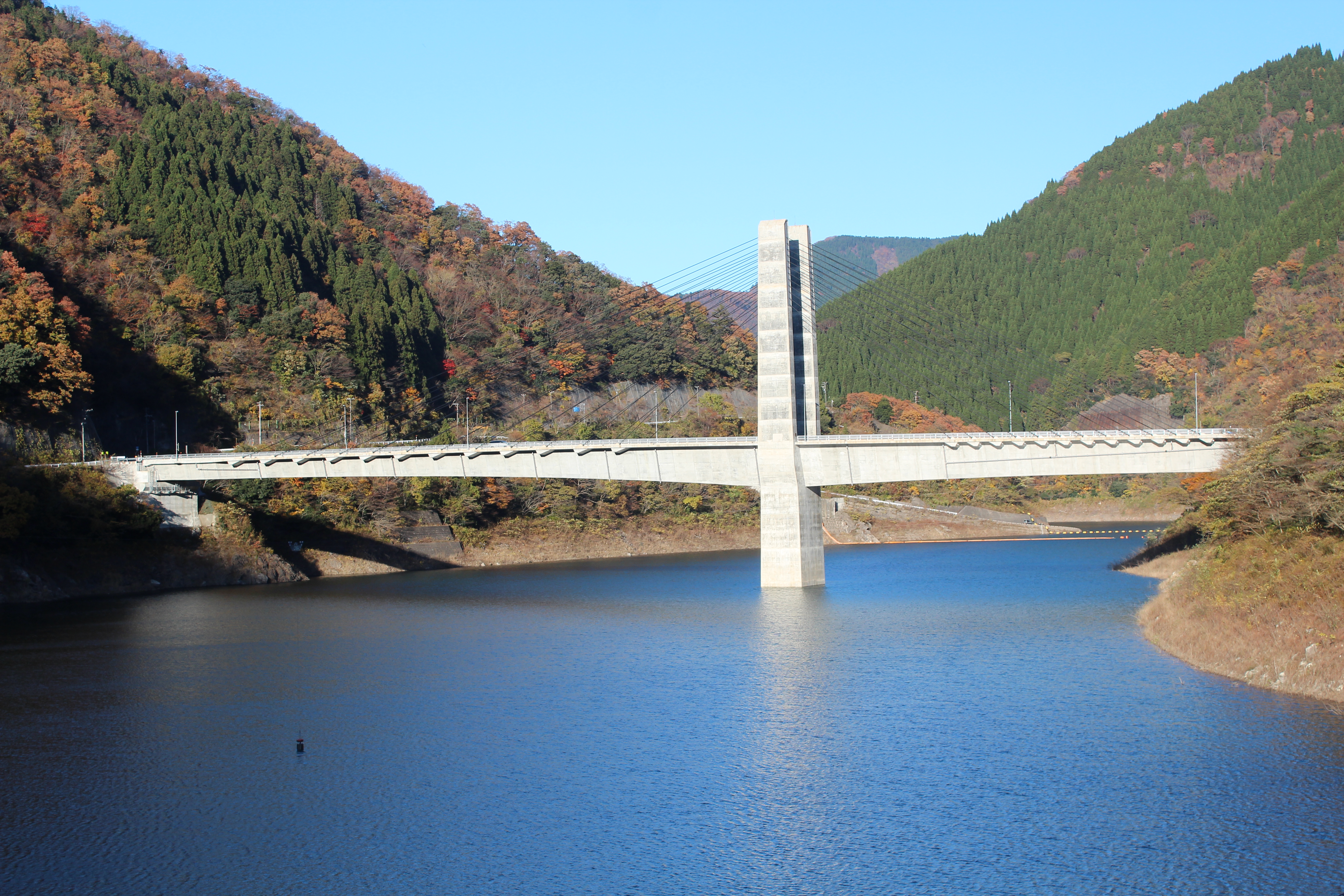
下流から見た揖斐川の奥いび湖に懸かる国道303号の奥いび湖大橋（2011年6月16日開通）

本ダムは国道303号と国道417号の分岐点に位置し、国道303号はダム天端を通っていた。だがダム天端は幅員が狭く、揖斐川町コミュニティバスの路線でもあることや、丁度始まっていた横山ダム上流の揖斐川の浚渫工事による大型ダンプなどの大型車が頻繁に通過し、すれ違いが困難なためダム両岸で待機せざるを得ない状況が毎日の様に見られていた。このため、横山ダム再開発事業の一環として奥いび湖を跨ぐ斜張橋「奥いび湖大橋」（延長232.6m）が建設され、2011年（平成23年）6月16日に開通した。
なお、ダム湖右岸から旧坂内村方面は、片側1車線が確保されるも急カーブが連続し、落石や転落事故の危険性が大きい。揖斐川町では、この区間を迂回する鉄嶺（くろがね）トンネル（仮称）の事業化を要望しており、岐阜県揖斐土木事務所は事業化へ向けて調査中である。
揖斐川のダムには本ダムのほか、上流に徳山ダム、下流には中部電力管理の久瀬ダム・西平ダムがある。支流の根尾川には中部電力の金原ダム（小堰堤）、上大須ダムがあり、坂内川にはイビデン株式会社所有の神岳ダムがある。なお、本ダム上流の杉原地先には徳山ダムの揚水発電施設として中部電力によって杉原ダム（高さ58.0m、重力式コンクリートダム）が、坂内川には日本国内最大の2,280,000kWの認可出力を誇る金居原揚水発電所の上部ダム（高さ148.5m、重力式コンクリートダム）が関西電力によって建設予定であったが、電力需要の伸び悩みから新規供給は難しいとの判断で中止となっている。